# 藤山雷太
藤山 雷太（ふじやま らいた、1863年9月13日（文久3年8月1日）- 1938年（昭和13年）12月19日）は、佐賀藩出身の明治・大正・昭和の実業家、貴族院勅選議員。
福澤諭吉門下直系の実業家として、東京商業会議所会頭、芝浦製作所所長、大日本製糖社長、藤山同族社長、大日本製氷会長、日印協会理事、また三井財閥・安田財閥・共同の各信託会社の相談役・取締役等を歴任し、藤山コンツェルンを創立した。正五位勲三等。
1919年（大正8年）に藍綬褒章、1923年（大正12年）に紺綬褒章を受章。次いでフランス政府からレジオン・ドヌール・シュバリエ勲章を受章。安南（現在のベトナム）国王からはグラン・オフィシェ・ド・ランテン勲章を贈られた。

## 来歴

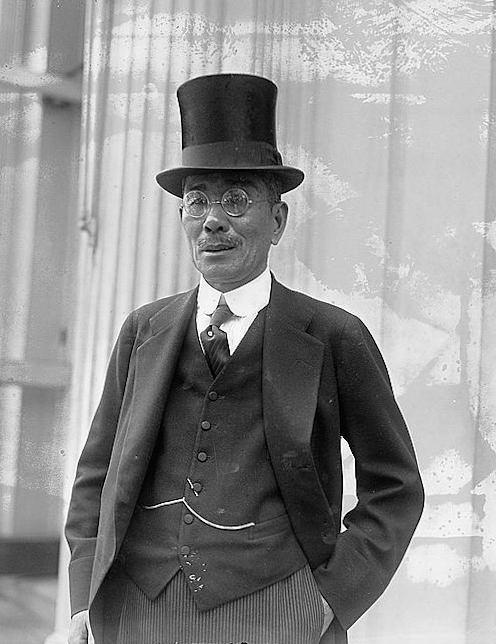
1923年の藤山雷太

肥前国松浦郡大里村（二里村を経て現在の佐賀県伊万里市）の庄屋（現在の村長）を務めていた佐賀藩士の藤山覚右衛門の三男として生まれる。伊吹家の養子となり（後に復籍）、子に異母兄弟の伊吹震、藤山愛一郎らがいる。誕生日が大里の八幡神社の祭日で、生まれた日に庭の大樹に雷が落ちたことから雷太と名付けられたという。なお、藤山家には、伊万里の藤山家、佐賀の藤山家、豊後の藤山家の系統がある。
佐賀藩校・弘道館で草場船山に学び、後に草場を追って京都に出る。1878年（明治11年）に長崎師範学校に入学。同校を1880年（明治13年）に卒業と同時に助教諭となり3年間講義を行う。1884年（明治17年）に上京して慶應義塾に学び、1887年（明治20年）4月に慶應義塾大学正科を卒業し地元に帰り、1888年（明治21年）、長崎県会議員に当選。議員、後に議長として長崎の外国人居留地の借地料据え置き問題について解決を導き長崎市から感謝金として5万円を贈られている。
この問題解決の際に福澤諭吉を介して、福澤の甥であり山陽鉄道社長であった中上川彦次郎の知遇を得て、黒田清隆、大隈重信、鳩山和夫らと知り合ったという。
その後、中上川によって三井銀行に採用され、若輩ながら抵当係長という重要ポストに付けられた。その後、雷太は中上川の妻の妹と結婚し姻戚関係となった。
当時の部下として後の鐘紡社長の武藤山治、後の富士紡社長の和田豊治らがいた。後の首相である桂太郎の邸宅を担保にした融資が焦げ付いていたところを臆することなく邸宅を処分し債権を回収したという。
また、田中製造所が行き詰まり、芝浦製作所（後の東芝）として再生する際には主任（後に支配人）となっている。王子製紙の専務取締役に就任し、当時の社長の渋沢栄一、専務の大川平三郎にも憚ることなく直言したという。この際、渋沢に社長辞任を要求し、結果として懐刀の大川を退け、後に渋沢も辞任したことについて、三井家の発言力が増したために、これを中上川の命による王子製紙の乗っ取りであったと評する資料もある。
1901年（明治34年）、中上川が死去し、三井の実権が益田孝に移ったことも遠因となり、1902年（明治35年）、三井銀行を退職。1903年（明治36年）には東京市街電鉄の取締役に就任。しかし社長の雨宮敬次郎と対立し辞任している。その後駿豆鉄道社長、日本火災保険副社長、歌舞伎座取締役、出版社泰東同文局社長を歴任。帝国劇場の創立にも関わる。
1909年（明治42年）に渋沢栄一に推挙され大日本製糖（現在の大日本明治製糖）の社長に就任。当時の大日本精糖は輸入原料砂糖戻税法の期限延長を目論んだ贈賄が明るみに出た日糖疑獄の渦中にあり、取締役や議員らが逮捕され、同年7月11日には社長の酒勾常明が自殺するなどの状況であった。
この倒産寸前と評される大日本製糖を台湾での生産拡大などの経営方針で僅か2年ほどで再建させ、その後、朝鮮製糖（1917年に藤山が設立し翌年大日本製糖に吸収。役員に高山長幸、指田義雄、伊沢良立など）、内外製糖、東洋精糖を合併し、規模を拡大させた。1919年頃には、朝鮮製糖のために朝鮮産業鉄道を設立し取締役社長に就任した。
三井退社後から、この間、駿豆鉄道社長、日本火災保険副社長、歌舞伎座取締役、出版社泰東同文局社長を歴任。帝国劇場の創立にも関わる。1917年（大正6年）から1925年（大正14年）には東京商業会議所の会頭を務め、日本商業会議所連合会会頭にも就任。東商会頭が日商会頭を兼ねるのは藤山から現在まで続く。1923年（大正12年）に勅選貴族院議員となる。
この間に拡大させた企業群は「藤山コンツェルン」の基礎となる。
1933年（昭和8年）に戸籍上の長男 伊吹震に大日本製糖の社長を譲る（翌年、実子長男 藤山愛一郎が社長となる）。
藤山同族社長、大日本製氷会長、日印協会理事、三井信託・安田信託・共同信託の相談役を務めた。このほかに、朝鮮産業鉄道会社社長、東邦炭鉱株式会社社長、日本紡織株式会社社長、温交会会長なども務めた。
海外交流にも力を注ぎ、張作霖、張学良、蔣介石らとも親睦を深めたという。
1919年（大正8年）に藍綬褒章、1923年（大正12年）に紺綬褒章を受章。多磨霊園に墓所・銅像がある。

## 邸宅
東京の本邸は白金台のシェラトン都ホテル東京付近にあった。和館が愛知県に移築されている。箱根強羅にあった別荘は、1944年（昭和19年）に岡田茂吉が、長男の藤山愛一郎から買い取り、国登録有形文化財神山荘として残る。

## 銅像

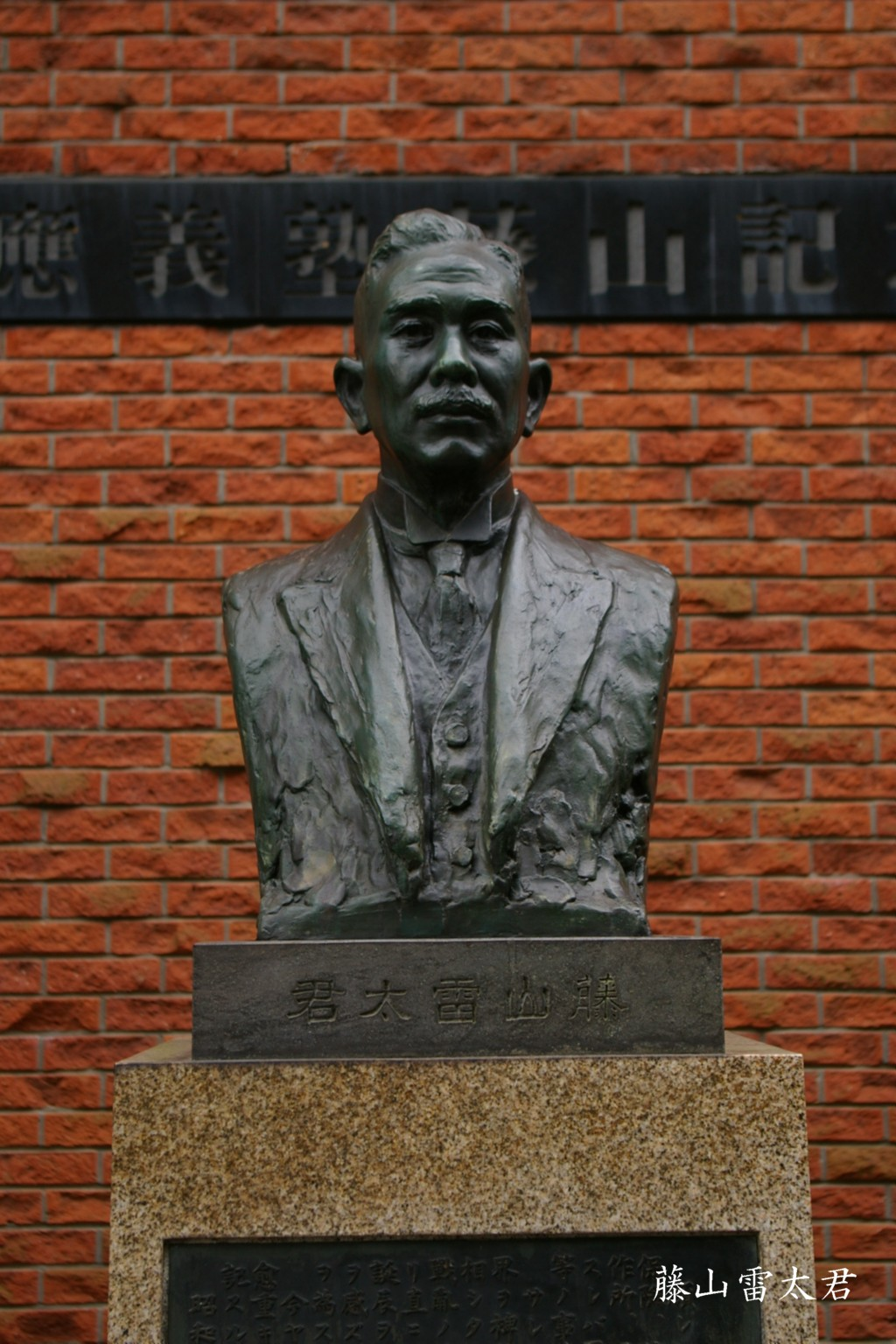
「藤山雷太君」像

慶應義塾大学日吉キャンパスにある銅像は、子の愛一郎が同キャンパスに藤山記念図書館（現・藤山記念館）を寄贈した際に建てられたものである。